# 1704
Évszázadok: 17. század – 18. század – 19. század
Évtizedek: 1650-es évek – 1660-as évek – 1670-es évek – 1680-as évek – 1690-es évek – 1700-as évek – 1710-es évek – 1720-as évek – 1730-as évek – 1740-es évek – 1750-es évek
Évek: 1699 – 1700 – 1701 – 1702 –  1703 – 1704 – 1705 – 1706 – 1707 – 1708 – 1709

## Események
- január 2. – I. Lipót magyar király a kalocsai érseket, Széchényi Pált bízza meg a kurucokkal folytatandó béketárgyalások előkészítésével.[1]
- január 11. – Károlyi Sándor generális mintegy 5 000 emberével a Csallóközből átkel a Dunántúlra és az országrész elfoglalására indul.[1]
- január 14. – Brajkovics Márton zengg-modrusi megyés püspököt áthelyezik a zágrábi egyházmegye élére.[2]
- január 16. – A francia–bajor hadak birtokba veszik Passaut.[1]
- január 18. – Rákóczi kiáltványban emlékezteti a horvát rendeket a Habsburg-ház részéről elszenvedett sérelmeikre és felszólítja őket, hogy csatlakozzanak az egész haza szabadságáért küzdő magyarokhoz. A kiáltvány azonban hatástalan maradt.[3]
- február 12. – A szatmári császári őrség kitör a várból és szétszórja a kuruc ostromzárat.[3]
- február 14. – A lengyel rendek megfosztják a tróntól II. Ágost királyt.[4]
- február 16. – Munkács várát a császári őrség feladja.[3]
- március 17–28. – A bécsi udvar és Rákóczi képviselőinek első tanácskozása a kuruc kézen lévő Gyöngyösön. (A tárgyalások rövidre sikerültek, mert a két fél álláspontja gyökeresen eltért egymástól.)[1]
- március 25. – Pécs elleni rác támadás.[5]
- április 2. – Bercsényi Miklós pátenst ad ki a fegyvert fogott jobbágyok felszabadításáról.[3]
- április 21. – Püspöki csata[6]
- június 13. – Sigbert Heister táborszernagy legyőzi Forgách Simont Koroncónál.[1]
- június 29. – Rákóczi első bácskai hadjárata. (Mintegy 5 000 fő átcsoportosításával Rákóczi megindítja déli hadjáratát Baján át Bács felé a tisza-marosi határőrvidék ellen.)[5]
- július 4. – Károlyi Sándor győzelmet arat a császáriakon Szentgotthárdnál de, sikere nem hoz tartós eredményt.
- július 8. – II. Rákóczi Ferencet erdélyi fejedelemmé választják.[7]
- július 7. – Bács várának bevétele.[5]
- július 12. – 
  - A lengyel rendek királlyá választják Stanisław Leszczyński poznani vajdát.[4]
  - A kurucok Feketevíznél legyőzik a Duna–Tisza közét és a Tiszántúlt fenyegető szerémségi szerb határőröket.[1]
- július 20. – Rákóczi Szeged városát hódoltatja.[5]
- július 21. – George Rooke brit tengernagy a spanyol örökösödési háború során elfoglalja Gibraltárt.
- augusztus 13. – Az osztrákok (Savoyai Jenő vezetésével) a höchstädti csatában (Blindheim/Blenheim) mellett legyőzik a szövetséges francia és bajor hadsereget.[8]
- október 17. – I. Lipót rendeletben tiltja meg a kurucok által kibocsátott rézpénz elfogadását.[3]
- október 24. – Felszabadul Kassa városa.[3]
- november 16. – Vak Bottyán beveszi Érsekújvárat.[9]
- november 28. – II. Rákóczi Ferenc megkezdi Lipótvár ostromát.
- december 1. – Eperjes kuruc kézen.[3]

## Születések
- március 25. – Faludi Ferenc, író, költő, fordító († 1779)
- május 7. – Carl Heinrich Graun, német barokk zeneszerző, korának jelentős és népszerű operaszerzője († 1759)
- október 9. – Segner János András magyar természettudós, matematikus, orvos, fizikus, egyetemi tanár († 1777)

## Halálozások
- július 24. – Gyöngyösi István, magyar költő, alispán, országgyűlési követ (* 1629)
- október 28. – John Locke, angol empirista filozófus, orvos és politikus (* 1632)